# Somlenh Polokor
Somlenh Polokor (tiếng Khmer: សំឡេងពលករ; Tiếng nói của người lao động) là một tờ tạp chí của Campuchia, được xuất bản trong thập niên 1960. Tạp chí này có mối liên hệ mật thiết với Đảng Cộng sản Campuchia trong thời kỳ hoạt động bí mật.